# Прећути ме
Прећути ме је други студијски албум српског поп-фолк певача Николе Роквића издат 2008. године за Гранд продакшн. Штампан је у тиражу од 150 хиљада примерка(цд) и 20 хиљада (радио касета). Текстове на албуму су писали Марина Туцаковић и Драган Брајовић Браја. Музику су радили Браја, Ромарио и Дејан Абадић, а пратеће вокале је певала Ивана Селаков. Продуценти албума су Вук Зиројевић, Вук Алексић и Милош Михајловић.

## Списак песама
1. Ал нема нас
2. Ја нисам тај
3. Добар сам ти ја
4. Севдах
5. Срце од метала
6. За најбољег друга
7. Трајно
8. Прећути ме
9. Огледало
10. Паметно јутро
11. Не тражи љубав
12. Ђубре мало
13. Ал нема нас (даме бирају...)
14. Повреди ме (бонус сингл)
15. Узми или остави (бонус сингл)